# Unto Others
Unto Others ist eine US-amerikanische Heavy-Metal-/Gothic-Rock-Band aus Portland, Oregon. Die Band gründete sich im Jahre 2017 als Idle Hands (engl.: Untätige Hände) und musste 2020 ihren Namen ändern.

## Geschichte

### Idle Hands (2017 bis 2020)
Nach der Auflösung der Band Spellcaster gründete deren Bassist Gabriel Franco eine neue Band mit dem Ziel, etwas einzigartiges zu erschaffen. Er schrieb daraufhin das Lied Blade and the Will und gründete mit dem ehemaligen Spellcaster-Gitarristen Sebastian Silva die Band Idle Hands. Der Bandname stammt von der Redewendung „Idle Hands are the devil’s playthings“, was übersetzt so viel wie „Untätige Hände sind die Spielzeuge des Teufels“ bedeutet. Laut Gabriel Franco bedeutet dies, dass Menschen, die nichts zu tun haben, anfälliger sind für negative Aktivitäten wie Faulheit oder übermäßigen Alkoholkonsum. Ursprünglich wollte Gabriel Franco seine neue Band Savage Grace nennen, allerdings gab es bereits in den 1980er Jahren eine Band mit diesem Namen.
Am 28. Juni 2018 veröffentlichte die vom Schlagzeuger Colin Vranizan verstärkte Band in Eigenregie die EP Don’t Waste Your Time, die von Gabriel Franco produziert und gemischt wurde. Franco, der von nun an die Rolle des Sängers und Rhythmus-Gitarristen übernahm, spielte auf der EP auch den Bass ein, bevor David Kimbro für kurze Zeit als fester Bassist bei Idle Hands einstieg. Die Band wurde vom deutschen Plattenlabel Eisenwald Tonschmiede unter Vertrag genommen und begann Ende November 2018 mit den Aufnahmen für ihr Debütalbum. Die Aufnahmen fanden in den Sharkbite Studios im kalifornischen Oakland statt. Danach tourte die Band mit Gaahls Wyrd und Tribulation durch Europa. Das von Gabriel Franco und Sebastian Silva produzierte Album Mana erschien am 10. Mai 2019. Mit Brandon Hill stieß im selben Jahr ein fester Bassist zu Idle Hands.

### Unto Others (seit 2020)
Im September 2020 änderte die Band ihren Namen aus markenschutzrechtlichen Gründen in Unto Others. Der neue Name ist der so genannten Goldenen Regel entnommen, die im englischen „Do unto others as you would have them do unto you“ („Behandle andere so, wie du von ihnen behandelt werden willst“) lautet. Im Falle der Band hat der Name jedoch eine laut Gabiel Franco eine „kleine teuflische Wendung“. Gegenüber dem deutschen Magazin Metal Hammer erklärte er, dass in unserer heutigen Gesellschaft gegenseitiger Respekt immer weniger existent zu sein scheint. Er interpretiert die Goldene Regel als „Behandle die anderen, wie sie dich behandeln würden“. Zu dieser Zeit arbeitete die Band bereits mit dem Produzenten Arthur Rizk an ihrem zweiten Studioalbum Strength, dessen Veröffentlichung am 24. September 2021 über das neue Plattenlabel Roadrunner Records erfolgte. Das Album enthält eine Coverversion des Liedes Hell Is for Children von Pat Benatar und stieg auf Platz 77 der deutschen und Platz 99 der Schweizer Albumcharts ein. 
Am 21. Oktober 2021 schoben Unto Others die Single I Believe in Halloween nach. Die Leser des deutschen Magazins Metal Hammer wählten Unto Others zum „Aufsteiger des Jahres“. Im Frühjahr 2022 spielte die Band eine Tournee durch das Vereinigte Königreich und Irland mit der Vorgruppe Zetra. Im Herbst 2022 eröffneten Unto Others gemeinsam mit Carcass die The European Siege genannte Co-Headlinertournee der Bands Arch Enemy und Behemoth.

## Stil
Wolfgang Liu Kuhn vom deutschen Magazin Rock Hard beschrieb die Musik von Idle Hands als „eine Mischung des Sounds der besten Heavy-Metal-Band aller Zeiten (also Iron Maiden) mit den coolsten Elementen des Gothrocks (also The Sisters of Mercy)“. Sein Kollege Boris Kaiser nannte Bands wie Grave Pleasures oder In Solitude als Referenzbands, während Moritz Grütz vom Magazin Metal1.info die Musik von Idle Hands als Post-Punk beschrieb und Vergleiche mit Killing Joke machte. Frank Thiessies schrieb zum Album Strength, dass „Gothic Metal lange nicht mehr so britisch, Achtziger-inspiriert und heldenhaft spanisch klang“, wobei letzteres eine Anspielung auf die Band Héroes del Silencio darstellt. Laut Dominik Rothe vom deutschen Magazin Visions klingen Unto Others so, „als wenn The Cure eine Metal-Platte aufgenommen hätten“.
Gabriel Franco beschreibt seine Texte als Mischung aus Fakten und Fiktion und bezeichnet sich selbst als Geschichtenerzähler. Er ist fasziniert von Extremen wie Krieg, Drogenabhängigkeit, Selbstmord und Mord.

## Diskografie

### Alben
| Jahr            | Titel Musiklabel               | Höchstplatzierung, Gesamtwochen, AuszeichnungChartplatzierungen (Jahr, Titel, Musiklabel, Platzierungen, Wochen, Auszeichnungen, Anmerkungen) | Höchstplatzierung, Gesamtwochen, AuszeichnungChartplatzierungen (Jahr, Titel, Musiklabel, Platzierungen, Wochen, Auszeichnungen, Anmerkungen) | Höchstplatzierung, Gesamtwochen, AuszeichnungChartplatzierungen (Jahr, Titel, Musiklabel, Platzierungen, Wochen, Auszeichnungen, Anmerkungen) | Anmerkungen                              |
| Jahr            | Titel Musiklabel               | DE | AT | CH | Anmerkungen                              |
| --------------- | ------------------------------ | --- | --- | --- | ---------------------------------------- |
| als Idle Hands  |                                | | | |                                          |
|                 |                                | | | |                                          |
| 2019            | Mana Eisenwald Tonschmiede     | — | — | — | Erstveröffentlichung: 10. Mai 2019       |
| als Unto Others |                                | | | |                                          |
|                 |                                | | | |                                          |
| 2021            | Strength Roadrunner Records    | DE77 (1 Wo.)DE | — | CH99 (1 Wo.)CH | Erstveröffentlichung: 24. September 2021 |
| 2024            | Never, Neverland Century Media | DE51 (1 Wo.)DE | AT57 (1 Wo.)AT | — | Erstveröffentlichung: 20. September 2024 |

### Weitere Veröffentlichungen
als Idle Hands
- 2018: Don’t Waste Your Time (EP, CD/12"-Vinyl, Lone Fir Records; MC, Aderlass Kunstverlag; LP, Fucking Kill Records)
- 2020: Don’t Waste Your Time II (Single, Selbstverlag)

als Unto Others
- 2021: I Believe in Halloween (Single, Selbstverlag)
- 2024: Butterfly (Single, Century Media)